# Leiden Lammenschans vasútállomás
Leiden Lammenschans vasútállomás vasútállomás Hollandiában, Leiden városában.

## Vasútvonalak
Az állomást az alábbi vasútvonalak érintik:
- Woerden–Leiden-vasútvonal

## Kapcsolódó állomások
A vasútállomáshoz az alábbi állomások vannak a legközelebb:
- Leiden Centraal vasútállomás
- Alphen aan den Rijn vasútállomás